# Kay Davies
Dame Kay Elizabeth Davies, DBE, FRS és una genetista d'humans britànica nascuda l'1 d'abril de 1951. Es graduà al Somerville College de la Universitat d'Oxford. És Professora Dr Lee d'Anatomia per la Universitat d'Oxford i companyera del Hertford College. És directora del MRC unitat funcional de genètica, una governadora del Wellcome Trust i, amb Frances Ashcroft i Peter Donnelly directora del Centre Oxford per la Funció del Gen.